# Campos de Hellín
Campos de Hellín forma una comarca de la província d'Albacete situada a la frontera amb la Regió de Múrcia. Administrativament es troba majoritàriament en el partit judicial d'Hellín, mentre que Fuente-Álamo es troba al d'Almansa.
Els mateixos municipis que formen aquesta comarca, formen també una mancomunitat amb el mateix nom, la seu de la qual es troba a la plaça d'Espanya 2 d'Hellín.

## Geografia
Està enclavada entre serres que constituïxen les estreps del Sistema Bètic, en una vall situada entre la Sierra del Segura d'Albacete, les muntanyes que envolten La Manxa oriental (o de Montearagón) i l'Altiplà murcià. Limita al nord amb la Sierra de Alcaraz y Campo de Montiel, els Llanos de Albacete i el Monte Ibérico-Corredor de Almansa; a aquest amb l'altiplà murcià; al sud amb l'Alt Segura i les Terres Altes murcianes; i a l'oest amb la Sierra del Segura.
Està solcada pel riu Mundo, afluent del Segura, i pel mateix Segura. Del primer riu es conten els embassaments del Talave (en el qual desemboca el transvasament Tajo-Segura) i de Camarillas, i del segon l'embassament del Cenajo.

## Economia
Els principals centres de serveis i focus industrials d'aquesta comarca són Hellín, la major ciutat de la comarca i segona ciutat de la província després de la capital, i Tobarra. Els regadius són d'importància en aquesta comarca, si bé no tanta com la veïna vall del Segura murcià. Els Campos de Hellín estan inclosos tots en la Denominació d'Origen Jumella de vi, juntament amb Montealegre del Castillo i la pròpia Jumella. A més el municipi d'Hellín aquesta englobat dintre de la denominació d'origen "Arròs de Calasparra" al costat dels municipis de Calasparra i Moratalla.

## Història
Donada la seva situació geogràfica, els Campos de Hellín han estat habitats des de temps prehistòrics, una mica que testifiquen les pintures rupestres i el Tolmo de Minateda. Fins a la creació en 1833 de la província d'Albacete, tota la comarca va pertànyer al Regne de Múrcia.

## Cultura
Especialment destacables són les espectaculars tamborades de Setmana Santa d'Hellín i Tobarra. Comparteixen aquest costum amb Mula i Moratalla, a l'altre costat de la línia fronterera provincial, conformant d'aquesta com de tantes altres formes una gran comarca natural, cultural i històrica amb alguns municipis murcians.